# یوزف افنبرگر
یوزف افنبرگر (چکی: Josef Effenberger; ۱۸ اکتبر ۱۹۰۱ – ۱۱ نوامبر ۱۹۸۳) ژیمناست هنری اهل چکسلواکی بود.